# Tau Boötis
Tau Boötis (τ Boo) – gwiazda w konstelacji Wolarza, widoczna gołym okiem. Jest odległa o około 51 lat świetlnych od Słońca. Główna gwiazda układu ma planetę.
Jest to gwiazda podwójna. Pierwszy składnik (A) jest żółto-białą gwiazdą ciągu głównego lub podolbrzymem, nieco masywniejszym od Słońca, drugi (B) jest czerwonym karłem, okrążającym τ Boo A w odległości 240 au. Wokół Tau Boötis A krąży także odkryta w 1997 roku masywna planeta Tau Boötis b.